# Пророкування вельви
«Пророкування вельви» (давньосканд. Völuspá) — перша пісня «Старшої Едди», в якій міститься історія створення та прийдешнього знищення світу, яку вельва розповіла Одінові. «Пророкування вельви» вважається головним джерелом студій скандинавської міфології.
Пророцтво починається зі звертання до Одіна (давньосканд. Óðinn), (що викликав провидицю, вдавшись до мистецтва сейду), в якому вельва Гейді пояснює, яким чином вона отримала свої знання. Далі вона пояснює, що знає джерело всезнання Одіна та оповідає інші секрети асів.
Вельва продовжує розповідати історію створення світу, потім звертається до сучасних та майбутніх подій, суті багатьох скандинавських міфів (таких, як смерть Бальдра) та, урешті-решт, кінця (Рагнароку) та відродження світу.

## Аналіз

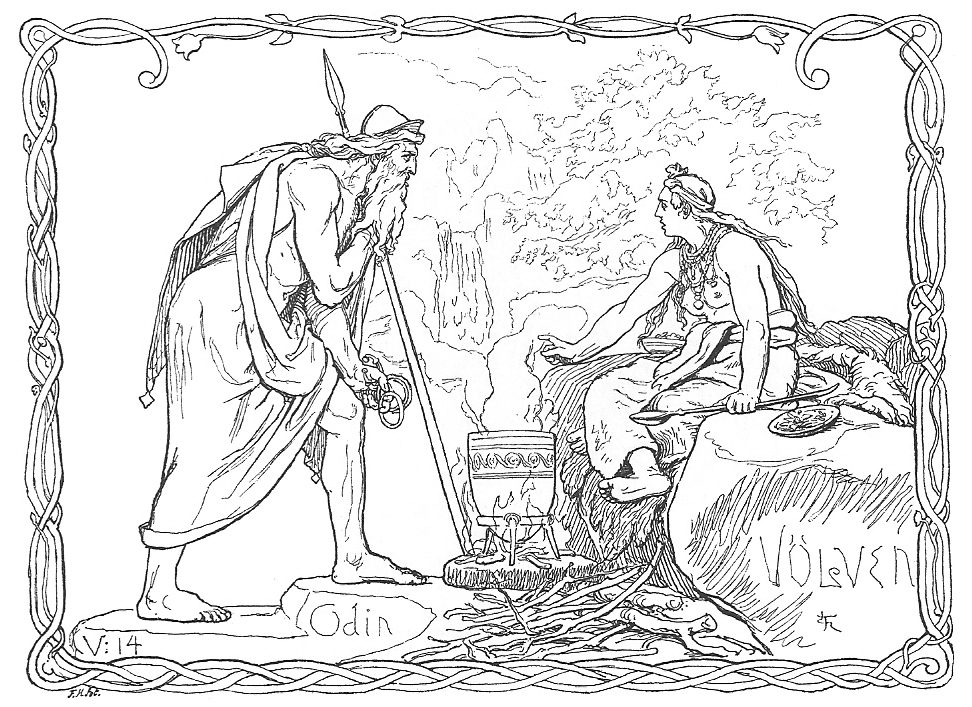
«Одін та вельва» (1895), Лоренц Фреліх

«Пророкування вельви» є найвідомішою та найдискусійнішою з усіх еддичних поем. Вона міститься в «Codex Regius» (укладений між IX-м та XIII-м століттями) та у «Hauksbok Codex» (укладений близько 1334 року Гауком Ерлендсоном), багато її строф включено до «Молодшої Едди» Сноррі Стурлусона (близько 1220 року). Послідовність строф у цих джерелах є різною, особливо значною є різниця між «Hauksbok» та «Codex Regius». Багато наступних опублікованих перекладів також змінили порядок слідування поетичного матеріалу, однак багато дослідників вважають, що версія «Codex Regius» є найяснішою.
Поема є одночасно як ритмічно прекрасною, так й візуально суворою. Контраст, відповідний світові, в якому відбуваються описані події, є свідченням видатного поетичного генію автора. Боги можуть бути приречені за свої попередні вчинки, але не все втрачено — їх боротьба може мати за наслідок кращий світ.
Одін у своєму нескінченному пошукові мудрості та знання майбутнього закликає вельву повернутися до живих та переказати свої знання про світ.
Провидиця розкриває минуле, початок буття. Оповідає вона про те, як було створено світ, про роки, що минули, розкриває таємницю походження гномів та пригадує творіння перших чоловіка та жінки. Також вельва розповідає про Світовий Ясен Іггдрасілль, пригадує події, які призвели до першої війни, та події, які трапились під час боротьби між асами та ванами.
Гейді відкриває Одінові своє знання про його власні секрети, про те, як він пожертвував своє око за ковток із джерела мудрості та як він приніс себе самого собі ж у жертву й висів повішаний на Світовому Ясені, поранений власним списом, дев'ять днів та ночей, поки йому не відкрилися таємниці рун. Через біль та втрату було отримано його знання. Розповідаючи, провидиця постійно перепитує Одіна, чи той хоче, аби вона продовжувала.
Далі вельва попереджає, що наступить темрява, буде вбито Бальдра, найкращого з богів. Розповідає й про ворожнечу із Локі та про остаточне знищення богів, коли вогонь затопить небеса та землю, про останню битву богів з їх ворогами. Все напророковане є «долею богів» (ragna rök). Гейді змальовує, як будуть скликатись боги на битву, персональні битви богів, розповідає про трагічну загибель багатьох із них, зокрема про те, як буде вбито самого Одіна. Описані події справляють враження безнадійності й наштовхують на думку, що темрява пануватиме вічно.
Однак, урешті-решт, з'явиться надія, промінець сонячного світла проб'ється через темряву, прекрасний новий світ наново народиться з попелу смерті та руїни. Тоді й Бальдр оживе у місці, де він завжди повинен бути, в новому світі, де земля щедро родитиме несіяні злаки.
Й хоча старих богів більше не буде, ймовірно, навіть сама пам'ять про них зникне, але саме їх існування слугуватиме кінцевому добру: їх звершення є тим, що зробить цей новий світ можливим, дозволить йому без перешкоди перетворитись у рай, та, урешті-решт, їх найкращі якості оживуть у тілі Бальдра, у мирі нової землі.